# The Crown of Lies
The Crown of Lies est un film américain réalisé par Dimitri Buchowetzki et sorti en 1926.

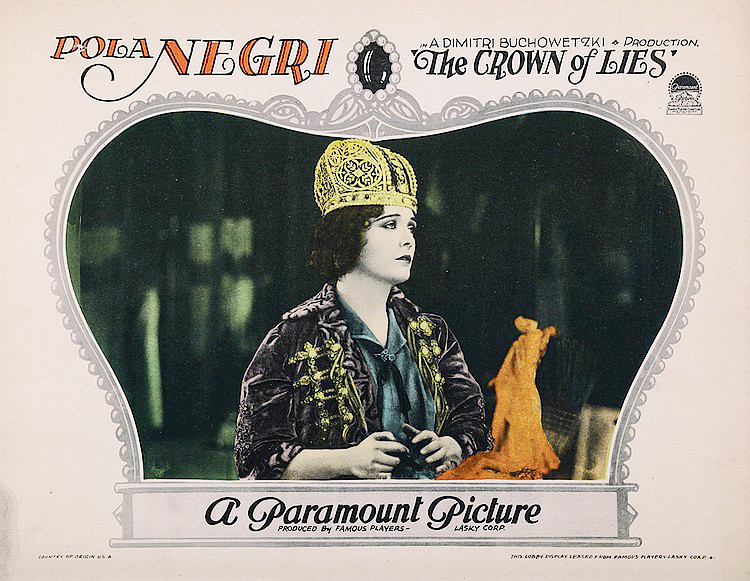
Carte promotionnelle du film avec Pola Negri.

Le réalisateur russe avait été invité à Hollywood où il dirige l'actrice d'origine polonaise Pola Negri dans une série de mélodrames.

## Fiche technique
- Titre : The Crown of Lies
- Réalisation : Dimitri Buchowetzki
- Scénario : Ernest Vajda (histoire), Hope Loring, Louis D. Lighton
- Production : Adolph Zukor, Jesse Lasky
- Photographie : Bert Glennon
- Distributeur : Paramount Pictures
- Genre : mélodrame
- Durée : 50 minutes (5 bobines)[2]
- Date de sortie : 27 mars 1926

## Distribution
- Pola Negri : Olga Kriga
- Noah Beery : Count Mirko
- Robert Ames : John Knight
- Charles A. Post : Karl
- Arthur Hoyt : Fritz
- Michael Vavitch : Vorski
- Cissy Fitzgerald : Leading Lady
- May Foster : Landlady